# باتريك رايمر
باتريك رايمر (بالألمانية: Patrick Reimer)‏ (و. 1982  م) هو لاعب هوكي الجليد ألماني، ولد في ميندلهايم، مركز لعبه هو جناح ‏.

## روابط خارجية
- باتريك رايمر على موقع EliteProspects.com (الإنجليزية)
- باتريك رايمر على موقع Eurohockey.com (الإنجليزية)
- باتريك رايمر على موقع HockeyDB.com (الإنجليزية)
- باتريك رايمر على موقع أوليمبيديا (الإنجليزية)